# セルゲイ・コスミニン
セルゲイ・コスミニン（ Sergey Kosmynin 1964年5月26日-) はロシアのメジュドゥレチェンスク出身の男子柔道選手。現役時代は65kg級の選手。

## 人物
ソ連時代に世界学生で2連覇を達成すると、1989年と1991年の世界選手権では3位となった。1992年のバルセロナオリンピックにはEUN代表として参加したものの2回戦で敗れた。ロシア代表として出場することになった1993年の世界選手権では3度目の銅メダルを獲得した。現在はロシアナショナルチームのコーチを務めている。

## 主な戦績
- 1983年 - 世界ジュニア　2位
- 1990年 - ヨーロッパジュニア　2位
- 1986年 - チェコ国際　優勝
- 1986年 - 世界学生　優勝
- 1987年 - チェコ国際　優勝
- 1987年 - ヨーロッパ選手権　3位
- 1987年 - ソ連国際　優勝
- 1987年 - 韓国国際　優勝
- 1988年 - 正力国際　2位
- 1988年 - ヨーロッパ選手権　3位
- 1988年 - ソ連国際　優勝
- 1988年 - 世界学生　優勝
- 1989年 - ヨーロッパ選手権　2位
- 1989年 - 世界選手権　3位
- 1990年 - 嘉納杯　優勝
- 1991年 - ハンガリー国際　優勝
- 1991年 - 世界選手権　3位
- 1993年 - ロシア国際　優勝
- 1993年 - ポーランド国際　優勝
- 1993年 - ヨーロッパ選手権　優勝
- 1993年 - 世界選手権　3位
- 1993年 - 韓国国際　優勝
- 1994年 - ヨーロッパ選手権　優勝
- 1994年 - ワールドカップ団体戦　3位